# Усадьба Левашовых
Усадьба Левашовых (Левашёвых) — историко-археологический и природный музей-заповедник, состоящий из 5 домов и приусадебного парка, расположенный в деревне Галибиха.

## История
До 1831 года земли, на которых располагается усадьба, принадлежали помещику Собакину (прообраз Собакевича из «Мертвых душ»), знаменитому своими нравами, так в частности из краеведческих очерков Н. С. Толстого нам известно, что он ложился в гроб посреди деревни и заставлял крестьян себя оплакивать, и, если видел, что кто-то улыбался, выскакивал из гроба и начинал бить крестьян, приговаривая: «Вот так вы оплакиваете барина. Вот так!».
Но в 1831 году московский дворянин, в чьём доме бывал как Пушкин, так и Чаадаев, участник войны 1812 года, отставной гвардии поручик Николай Васильевич Левашов (1790—1844) купил себе часть деревень и сёл у Собакина, чтобы стать лесопромышленником. Кроме этого ему захотелось построить себе в этих краях усадьбу.

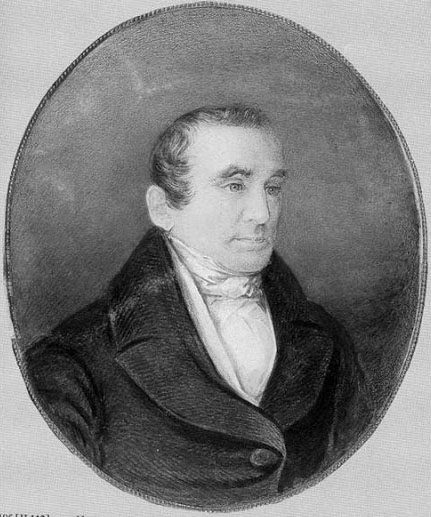
Николай Васильевич Левашов

Николай Васильевич был женат на Екатерине Гавриловне, дочери Гавриила Степановича Решетова, и у них был шестеро детей: четыре сына — Анатолий, Николай, Валерий, Василий и две дочери — Лидия и Эмилия.
В 1838 году Эмилия вышла замуж за барона Андрея Ивановича Дельвига, в 1839 году умерла Екатерина Гавриловна, а на следующий год Лидия вышла замуж за графа Николая Сергеевича Толстого. Эмилии Николай Васильевич отписал в черновом прошении деревни с центром в Галибихе, а Лидии — с центром в Богородском.
В 1839 году началась история усадьбы, так как именно в этом году Андрей Иванович Дельвиг создал её проект. Для постройки усадьбы он выбрал место близ деревни Галибиха, частично спроектировал парк и составил чертеж дома, а также посадил полосу вётл для укрепления ветлужского берега.
Возможно, он так и построил бы усадьбу, но Николай Васильевич Левашов изменил своё мнение, то есть передал Галибиху Толстым, а Дельвигам — Богородское. После этого Дельвиг оставил строительство усадьбы и уехал с женой в Москву.
После его отъезда строительство усадьбы продолжил Н. С. Толстой, поселившийся с женой в Галибихе. Но вскоре, рассорившись с тестем, он лишился доверенности на управление имением, вследствие чего прекратил строительство усадьбы, и уехал в деревню Елдеж, расположенную в глухих местах.
В 1844 году умер Николай Васильевич, и после него усадьбой вновь ненадолго занялся Н. С. Толстой. Однако дальнейшая история усадьбы более связана с именем сына Николая Васильевича — Валерием Николаевичем Левашовым.

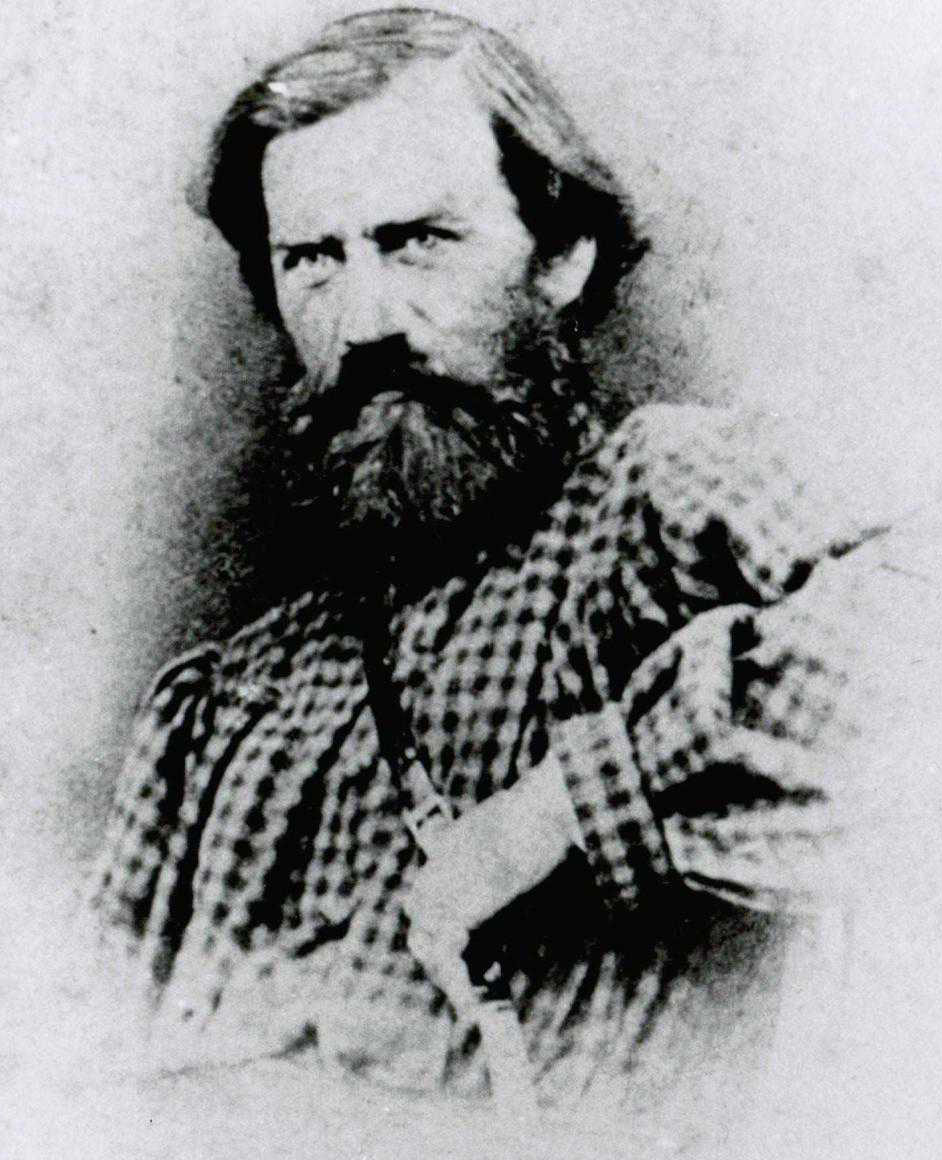
Валерий Николаевич Левашов

В 1861 году Валерий Николаевич, оказавшись в Галибихе, занялся делами поместья. По эскизам Дельвига построил второй дом усадьбы, где разместил своего старшего сына Вячеслава, за что в народе этот дом прозвали «Славиным»; а для другого сына, Валерия, у оврага, где протекает ручей, построил одноэтажный дом, украшенный резьбой — «Валеров дом».
От этого дома через овраг был перекинут ажурный мостик, и далее на широкой поляне расположился ещё один дом усадьбы — «Белый дом». Первоначально дом был двойным, и дома были соединены стеклянным переходом, в одном из них была астрономическая вышка с телескопом, но в 1949 году эту часть дома вывезли в Воскресенское. «Белый дом» называется ещё «кондыревским», так как в нём жила дочь Валерия Николаевича Анастасия (1859 года рождения), чьим мужем был Иван Павлович Кондырев, занимавшийся научными исследованиями и писавший стихи.
Рядом с этими постройками были раскинуты сад, огород и оранжерея. В парке был собран богатый флористический состав древесных и кустарниковых пород, среди которых встречались как местные (берёза, клён, вяз, осина, дуб, рябина, ива), так и привезенные из других мест. Наибольшую ценность представляли 38 экземпляров кедров (сибирская сосна), а также веймутова сосна, лиственница сибирская, тополь серебристый, серая ольха с рассечёнными листьями, боярышник, ирга колосистая (винные ягоды).
Оставшуюся жизнь Валерий Николаевич посвятил семье и благотворительности в пользу крестьян. До самой своей смерти в 1877 году бывал в Галибихе; в его доме, остались жить его сыновья: Вячеслав и Валерий. Валерий Валерьевич и Вячеслав Валерьевич Левашовы — последние хозяева усадьбы.
Вячеслав Валерьевич умер в 1913 году и был похоронен в семейном склепе.

### После революции 1917 года
«Мужики, возвратившиеся в Галибиху с Гражданской войны, подняли вой: „Мы там буржуев громили, а тут сидит сыч, кровопивец“. Ну, и подняли народ. Те за горлопанами в усадьбу. Увидели Валер Валерыча, говорят: „Мы тебя не тронем, иди пока в конюховку, а мы у тебя кое-что посмотрим“. Когда выпустили из конюшни Валера, то он увидел, что растащили всю его мебель, утварь, а книги разорвали».
По рассказам старожилов, он ходил по округе с котомкой — собирал на пропитание милостыню. И умер нищим в 1930 году в бывшей крепостной деревне своего деда Чанниково в старой бане, служившей ему жилищем. Его жена Дарья Филипповна до смерти мужа преподавала французский язык в Воскресенской школе. А после его смерти уехала к детям в Москву.
В 1927 году на базе усадьбы была создана огородническая артель. Затем образовался колхоз «Делегатка». В 1931 году в барских домах открылась школа, детские ясли, сельский совет, почта, изба-читальня.
В 1964 году, после создания совхоза «Воскресенский» в каменном здании усадьбы расположилась участковая больница. В 1960-е на территории усадьбы Левашовых был открыт дом отдыха Горьковского дома ученых, турбаза «Ветлуга». В конце XX века была закрыта больница.

### Современное состояние
С 2008 году усадьба Левашёвых находится на территории природного парка «Воскресенское Поветлужье». В настоящее время усадьба возрождается силами Историко-культурного музея "Град Китеж".

## Галерея

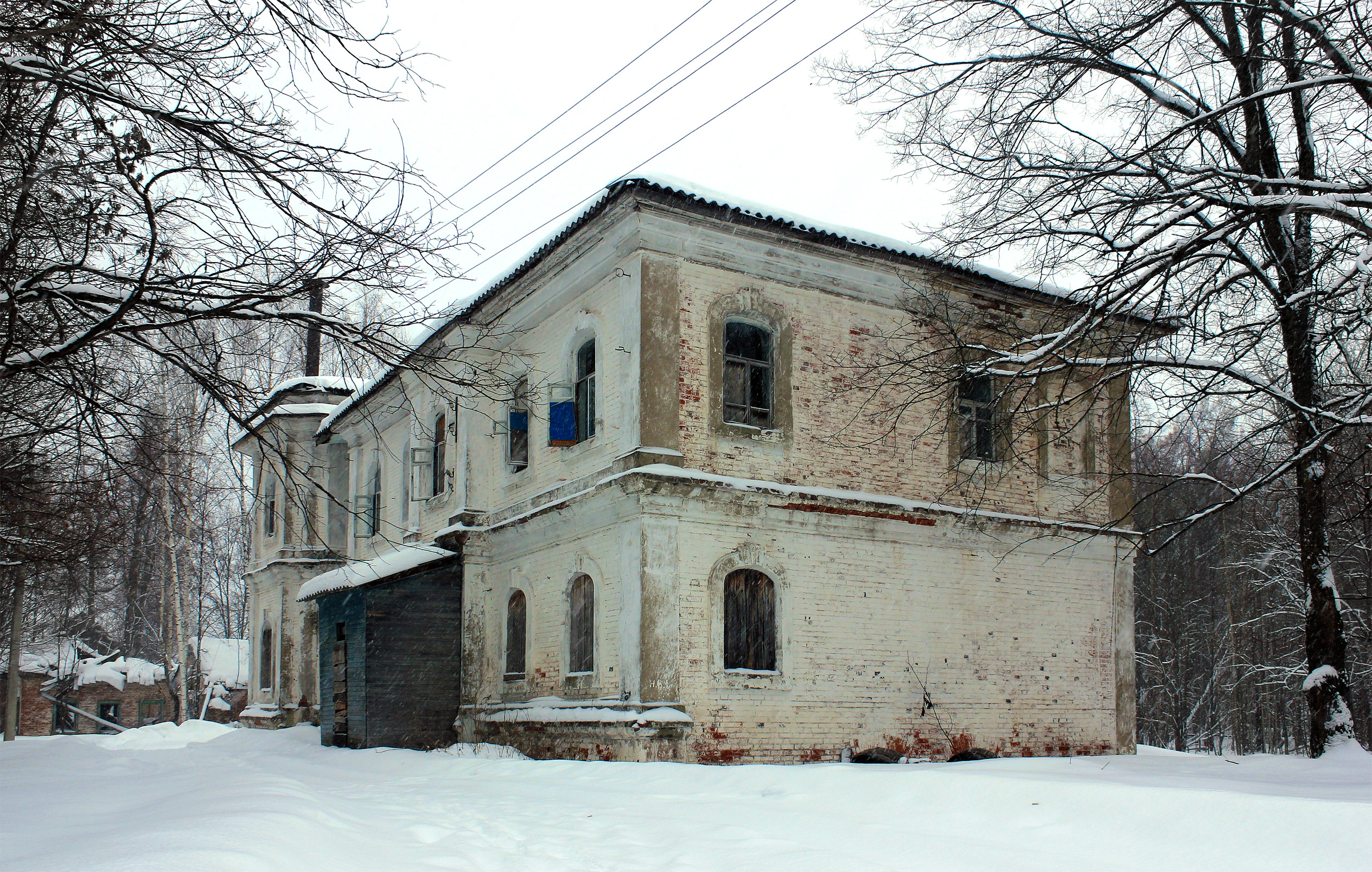
Бывшая больница
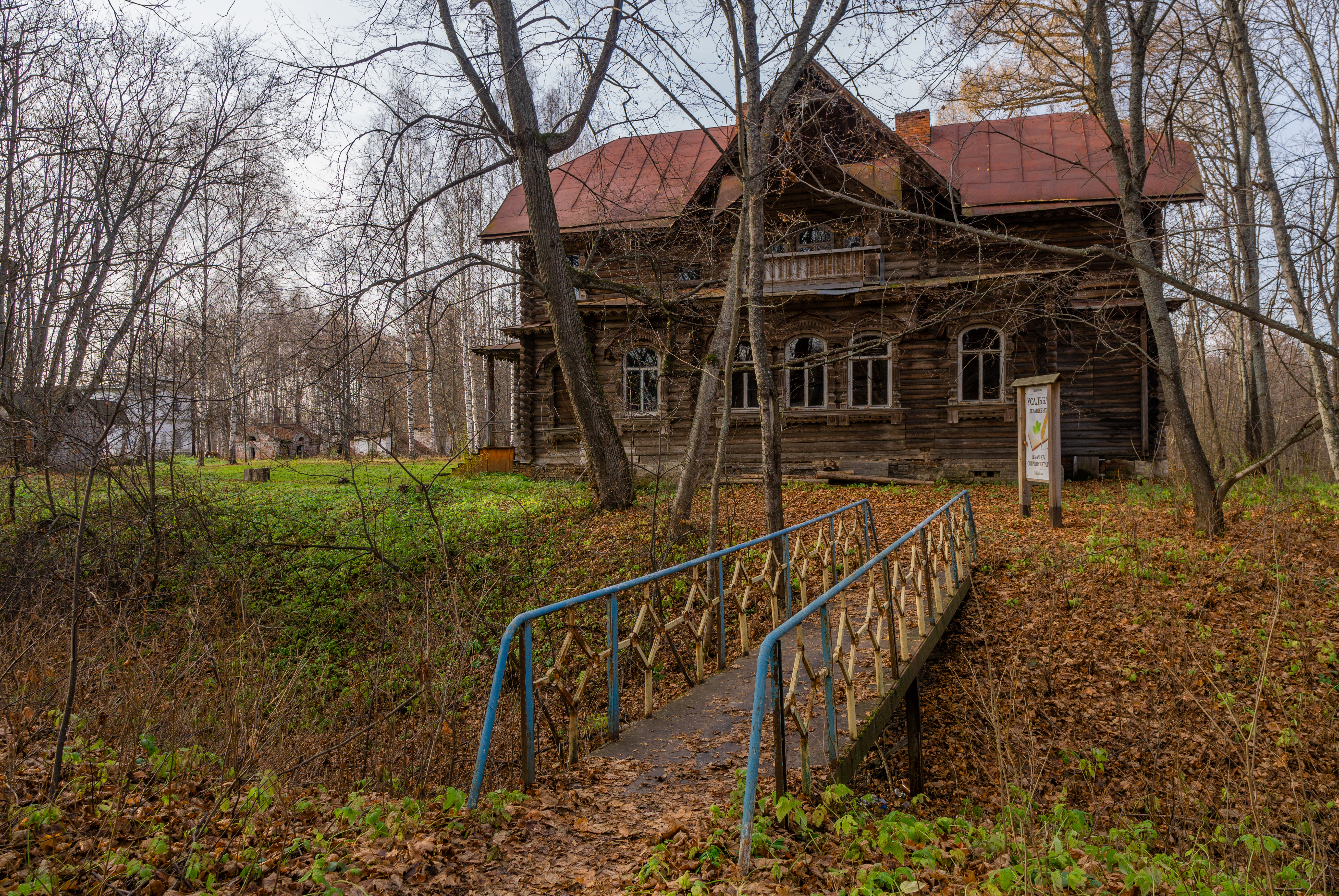
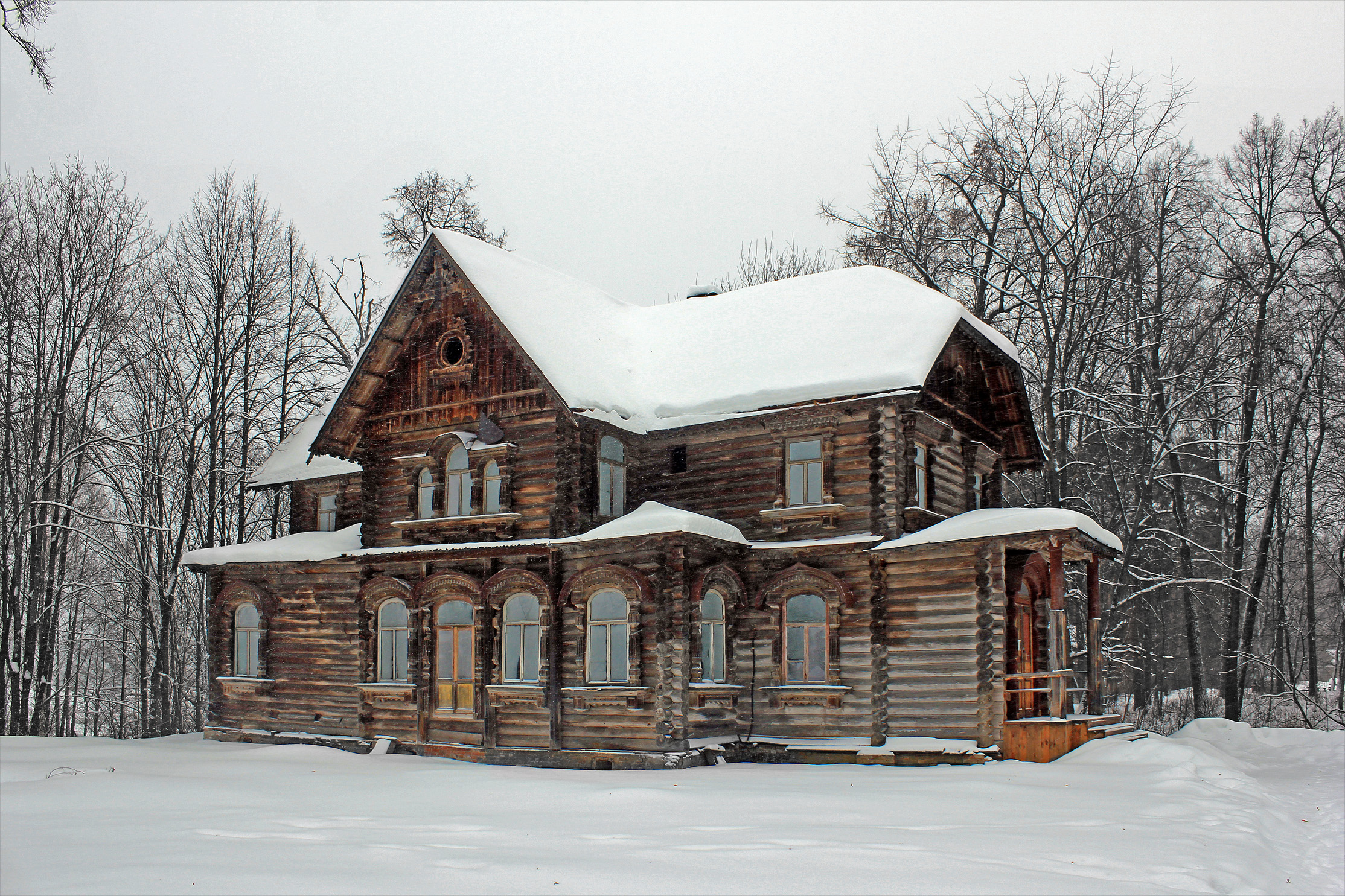
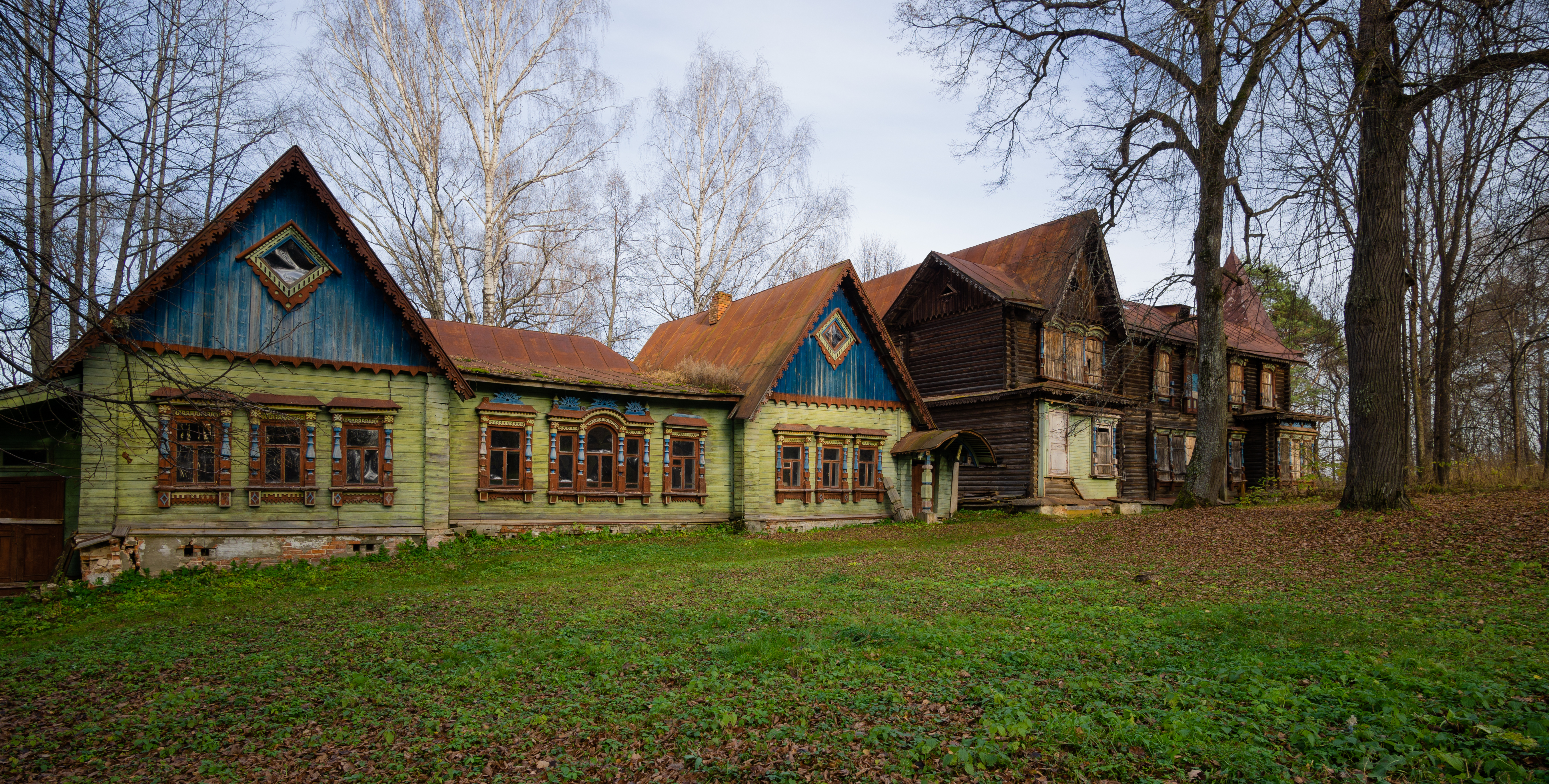